# Gustaf Rudolf Abelin
Gustaf Rudolf Abelin (llamado en el parlamento Abelin en Kvillinge), nacido el 17 de mayo de 1819 en Linköping,  - 19 de septiembre de 1903 en Kvillinge församling, Condado de Östergötland, fue un teniente general sueco, ministro de guerra de Suecia y miembro del parlamento (cámara alta) de 1871 a 1898.

## Biografía

### Infancia y juventud
Abelin era hijo del alcalde de Linköping Zacharias Abelin (1774–1849) y Henrika Karolina Lodin. Fue hermano de uno de los primeros científicos en pediatría del país, Hjalmar August Abelin, y del guardabosques real Karl Johan Zacharias Abelin. Gustaf Rudolf Abelin se casó en 1863 con Charlotta Emerentia Karolina Zethelius (nacida en 1841 en Torshälla, fallecida en 1924 en Jakobs församling, registrada en Hedvig Eleonora församling), hija del industrial Carl Zethelius y Charlotta Catharina Granath. Abelin fue padre del pomólogo Rudolf Abelin (1864–1961) y de Carolina Abelin (nacida en 1866).

### Carrera
Abelin ingresó a los dieciocho años como voluntario en el Primer Regimiento de Granaderos de Vida y en los años siguientes realizó los exámenes de estudiante y oficial. En 1839 fue nombrado subteniente en el Regimiento de Närke, donde fue ascendido a teniente en 1846, cuartelmaestre regimental en 1850 y capitán en 1855. En 1862 fue ascendido a teniente coronel en el Regimiento de Infantería del Sur de Escania.
En los años siguientes, trabajó como miembro en varios comités, entre ellos el que fue designado para proponer un fusil de retrocarga para el ejército.
En 1867 fue transferido como coronel y jefe del Regimiento de Infantería del Norte de Escania, pero ese mismo año fue ascendido a general de división en el ejército, llamado a formar parte del consejo de estado y jefe del Departamento de Defensa Nacional y fue ministro de guerra de Suecia de 1867 a 1871. Debido a la solicitud del parlamento de 1867, para que se elaborara una propuesta de organización militar basada en una estructura que incluyera tanto personal como tropa y reserva, Gustaf Rudolf Abelin presentó una propuesta a la dieta de 1869, pero no fue aprobada. Posteriormente presentó modificaciones a su primera propuesta para las sesiones parlamentarias de 1870 y 1871, pero ninguna de ellas fue aceptada en su totalidad por ambas cámaras. Sin embargo, en la sesión ordinaria de 1871 se aprobó lo más importante de la propuesta que había presentado respecto a la organización de la artillería y las tropas de fortificación.
Después de la decisión del parlamento, Gustaf Rudolf Abelin fue ascendido a teniente general y volvió a asumir la jefatura del Regimiento de Infantería del Norte de Escania. De 1872 a 1887 fue comandante general del segundo distrito militar y participó en 1874–1875 en el comité para la elaboración de una propuesta de nueva organización militar. En 1887, Abelin pasó a la reserva del estado mayor general como teniente general.

### Últimos años
Abelin fue miembro del Första kammaren (primer parlamento) por el Condado de Östergötland de 1871 a 1898, durante el cual formó parte del Comité de Defensa en 1875, 1877, 1878 y 1883, y fue miembro del Comité Secreto en 1895. Desde 1867 fue miembro de primera clase de la Academia Sueca de Ciencias Militares, y en 1900 se retiró del servicio militar. También fue presidente de la junta directiva del **Canal de Göta** de 1881 a 1901 y presidente de la junta directiva de Motala Verkstad de 1883 a 1891.

## Distinciones
- Caballero y Comandante de la Orden Real de Su Majestad, 1 de diciembre de 1886.[4]
- Comendador con Gran Cruz de la Orden de la Espada, 29 de julio de 1869.[5]
- Gran Cruz de la Orden de Dannebrog, antes de 1903.[4]
- Reino de Italia Caballero Gran Cruz de la Orden de la Corona de Italia, antes de 1903.[4]
- Caballero de Primera Clase de la Orden del Águila Roja, antes de 1903.[4]